# Pseudalypia
Pseudalypia is een geslacht van vlinders van de familie uilen (Noctuidae), uit de onderfamilie Agaristinae.

## Soorten
- P. crotchii Edwards, 1874
- P. geronimo Barnes, 1900